# 방언자
방언자(方言字)란 방언의 표기에 쓰이는 한자를 말한다. 방언은 여러가지로 뜻매김할 수 있으나, 흔히는 중국에서 표준어인 보통화 이외의 다른 방언에서만 쓰이는 글자를 방언자라고 한다. 일본에서도 특정지역의 지명 등에만 보이는 글자를 방언자라고 한다.

## 중국의 방언자

### 월어자, 광둥자
광둥어 표기에만 쓰이는 특징적인 글자를 말한다.